# STS-5
La STS-5 è una missione spaziale del Programma Space Shuttle.
Questa missione ebbe lo scopo di portare in orbita 2 satelliti per telecomunicazione.
L'equipaggio fu composto da 4 astronauti, prima di allora nessun equipaggio aveva superato i tre elementi.
Il Columbia atterrò sulla pista 22, presso la Edwards AFB, il 16 novembre 1982, alle 6:33 a.m. PST, dopo aver viaggiato per 2 milioni di miglia e completato 81 orbite. Il Columbia tornò poi al Kennedy Space Center il 22 novembre 1982.
STS-5 fu il primo volo dello Shuttle in cui l'equipaggio non indossò tute spaziali pressurizzate, durante le fasi di lancio, rientro e atterraggio. Dopo la tragedia dello Space Shuttle Challenger si ritornò ad usarle.

## Equipaggio
- Comandante: Vance D. Brand  (2)
- Pilota: Robert F. Overmyer  (1)
- Specialista di missione: Joseph P. Allen  (1)
- Specialista di missione: William B. Lenoir  (1)

Tra parentesi il numero di voli spaziali completati da ogni membro dell'equipaggio, inclusa questa missione.

## Parametri della missione
- Massa:
  - Navetta al lancio: 112.088 kg
  - Navetta al rientro: 91.841 kg
  - Carico utile: 14.551 kg
- Perigeo: 294 km
- Apogeo: 317 km
- Inclinazione orbitale: 28.5°
- Periodo: 1 ora, 30 minuti, 30 secondi